# Jose Maria Ruiz
| 216428 Mauricio      | 23 dicembre 2008 |
| 243381 Alessio       | 22 dicembre 2008 |
| 279035 Mara          | 7 novembre 2008  |
| 336465 Deluna        | 4 novembre 2008  |
| 342864 Teresamateo   | 31 dicembre 2008 |
| 352834 Málaga        | 6 novembre 2008  |
| 392225 Lanzarote     | 29 ottobre 2009  |
| 395141 Césarmanrique | 4 febbraio 2010  |

Jose Maria Ruiz (...) è un astronomo amatoriale spagnolo.
Il Minor Planet Center gli accredita le scoperte di otto asteroidi, effettuate tra il 2008 e il 2010, tutte in collaborazione con Gustavo Muler.